# Politieke partijen in Roemenië
Dit is een lijst van politieke partijen in Roemenië. Roemenië heeft een meerpartijenstelsel.

## Huidige parlementaire partijen
Hier staan de politieke partijen die een parlementaire vertegenwoordiging hebben.
- Sociaaldemocratische Partij (Partidul Social Democrat, PSD) - In 1992 afgescheiden van de FSN, begon als Frontul Democrat al Salvării Naționale (FDSN). De naam werd in 1993 veranderd naar PDSR na een fusie met enkele andere partijen. In 2001 fuseerde de PDSR met de PSDR en veranderde de naam in de huidige PSD.
- Nationaal-Liberale Partij (Partidul Național Liberal, PNL) - In 2014 samengegaan met de Democratisch-Liberale Partij (Partidul Democrat Liberal, PD-L).
- Democratische Unie van Hongaren in Roemenië (Uniunea Democrată Maghiară din România, UDMR) - de enige parlementaire partij van een minderheid, met meer dan één vertegenwoordiger in het Parlement. Alle partijen van minderheden in Roemenië krijgen een zetel in het Huis van Afgevaardigden, een uniek recht in Europa.
- Alliantie van Liberalen en Democraten (Partidul Alianța Liberalilor și Democraților, ALDE) - samenvoeging van de Conservatieve Partij (de oude Partidul Umanist din România, PUR) en de Hervormde Liberale Partij uit 2015.
- Volksbewegingspartij (Partidul Mișcarea Populară, PMP) - partij opgericht door oud-president Traian Băsescu.
- Red Roemenië-Unie (Uniunea Salvați România, USR) - partij voortkomend uit de lokale Red Boekarest-Unie van Nicușor Dan uit 2016.
- PRO Roemenië (PRO România, PRO) - partij afgesplitst van de PSD in 2018 door oud-premier Victor Ponta.

## Huidige geregistreerde partijen in Roemenië
Dit is een lijst van geregistreerde politieke partijen in Roemenië die niet het in het parlement zitten:
- Christendemocratische Volkspartij (Partidul Creștin Democrat)
- Groot-Roemenië Partij (Partidul România Mare, PRM)
- M10 - In 2015 opgericht door voormalig PNL lid en europarlementariër Maria Macovei
- Nieuwe Generatiepartij (Partidul Noua Generație)
- Roemeense Communistische Partij (Partidul Comunist Român, PCR)
- Roemeense Socialistische Partij (Partidul Socialist Român, PSR)
- Nationale Democratische Partij (Partidul Național Democrat, PND) - partij opgericht door voormalige leden van de Volkspartij-Dan Diaconescu
- Partij Verenigd Roemenië (Partidul România Unitǎ, PRU) - nationalistische partij opgericht door voormalig PSD lid Bogdan Diaconu.
- Humanistische Kracht Partij (Sociaal-Liberaal) (Partidului Puterii Umaniste (Social – Liberal), PPU) - afsplitsing van de Conservatieve Partij (de oude Partidul Umanist din România, PUR) uit 2015
- Noua Dreaptă (Nieuw Rechts) - extreemrechtse nationalistische partij in Roemenië en Moldavië, opgericht in 2000 en geregistreerd als een politieke partij in 2015
- Partij voor vrijheid, verbondenheid en solidariteit (Partidul Libertate, Unitate și Solidaritate - PLUS+) - de partij is opgericht in 2018 door Dacian Cioloș die als voormalig premier van Roemenië een technocraten kabinet leidde. De partij stelt zichzelf op rechts van het midden en heeft een alliantie met de USR.
- Nieuw Roemenië Partij (Partidului Noua Românie, PNR)
- Rechts Liberaal (Dreapta Liberală, DL)
- Alternatieve partij voor nationale waardigheid (Partidul Alternativa Pentru Demnitate Naţională, ADN)
- Roemeense Volkspartij (Partidul Neamul Românesc, NR)
- Roemeense Natie Partij (Partidul Națiunea Română, PNRo)

## Huidige politieke partijen van minderheden
- Associatie van Italianen in Roemenië (Asociația Italienlor din România)
- Bulgaarse Unie van het Banaat (Uniunea Bulgara din Banat - România)
- Culturele Unie van Roethenen in Roemenië (Uniunea Culturală a Rutenilor din România)
- Democratisch Forum van Duitsers in Roemenië (Forumul Democrat al Germanilor din România)
- Democratische Unie van Slowaken en Tsjechen in Roemenië (Uniunea Democratică a Slovacilor s,i Cehilor din România)
- Democratische Unie van Turko-Islamitische Tataren in Roemenië (Uniunea Democrată a Tătarilor Turco-Musulmani din România)
- Federatie van Joodse Gemeenschappen in Roemenië (Federația Comunitatilor Evreiesti din România)
- Griekse Unie van Roemenië (Uniunea Elena din România)
- Albanese Liga van Roemenië (Liga Albanezilor din România)
- Lipoveens-Russische Gemeenschappen van Roemenië (Comunitatea Rușilor Lipoveni din România)
- Sociaaldemocratische Partij van Roma in Roemenië (Partida Romilor Social Democrată din România)
- Democratische Unie van Turken in Roemenië (Uniunea Democrată Turcă din România)
- Unie van Armenen in Roemenië (Uniunea Armenilor din România)
- Unie van Kroaten in Roemenië (Uniunea Croaților din România)
- Unie van Polen in Roemenië "Dom Polski" (Uniunea Polonezilor din România 'Dom Polski')
- Unie van Serviërs in Roemenië (Uniunea Sârbilor din România)
- Associatie van Slavische Macedoniërs in Roemenië (Asociația Macedonenilor Slavi din România)
- Unie van Oekraïners in Roemenië (Uniunea Ucrainienilor din România)